# Aa weddelliana
Aa weddelliana је врста из рода орхидеја Aa из породице Orchidaceae, која расте на подручју северозападне Аргентине у провинцијама Катамарка, Хухуј, Салта и Тукуман, као и западном делу Перуа.
Aa hieronymi расте на висинама од најмање 1.700 па до 3.600 метара. Стабљика јој изгледом подећа на стабљику шпаргле, а цветови су јој бели. Описао ју је Schltr..
Синоним је Altensteinia weddelliana Rchb. f.. 